# عمال غير دائمين
Freeter (フリーター furītā) (هناك العديد من أشكال التهجئة الأخرى لهذا التعبير باللغات الأخرى مثل furītā، furiita، freeta، furiitaa، furitaa) هو عبارة عن تعبير ياباني يعبر عن الأفراد الذين تتراوح أعمارهم بين 15 عامًا و34[بحاجة لمصدر] عامًا ويفتقرون إلى عمل بدوام كامل أو عاطلين عن العمل، باستثناء ربات المنازل والطلبة. ويشمل هذا المصطلح بشكل أساسي الشباب الذين اختاروا عمدًا ألا تصبح رواتبهم مثل رجال الأعمال اليابانيون، على الرغم من أن الوظائف كانت متاحة في ذلك الوقت.

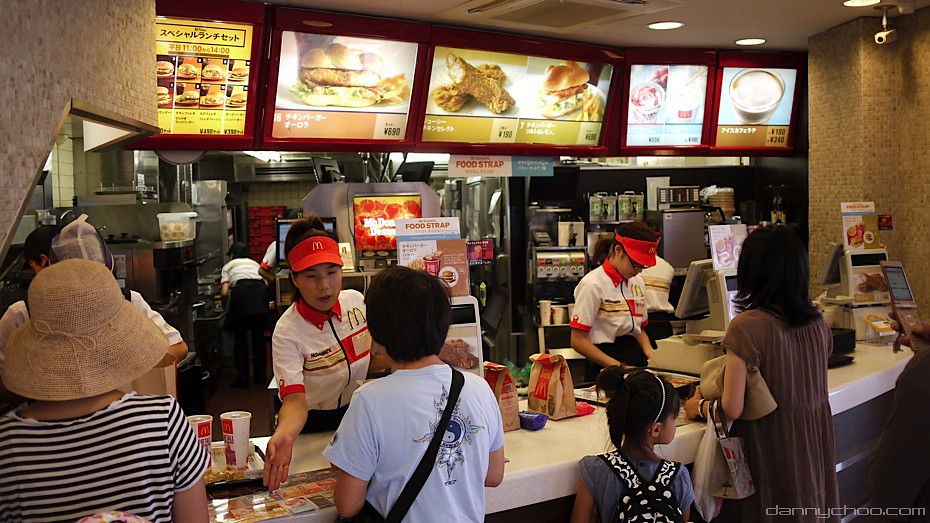

يمكن أن يتم وصف هؤلاء العمال بعمال البطالة المقنعة أو العمال الأحرار[محل شك]. وهؤلاء العمال هم هؤلاء الأشخاص الذين لا يلتحقون بأي عمل بعد الانتهاء من المرحلة الجامعية أو المرحلة الثانوية، وبدلًا من ذلك، يقومون بكسب الأموال من خلال وظائف ذات مهارة أو دخل منخفض.
كان أول استخدام لمصطلح العمال غير الدائمين أو العمالة غير الدائمة في عام 1987 أو في عام 1988 وكان يعتقد بأنه لفظ منحوت من الكلمة الإنجليزية حر (أو ربما من الكلمة الإنجليزية التي تعني عمل حر) أو مشتق من الكلمة الألمانية أربيتر (Arbeiter) (وتعني «العامل»). وكلمة أربيتو (Arubaito) هي كلمة دخيلة على اللغة اليابانية مأخوذة من اللغة الألمانية. وأصبحت تلك الكلمة الألمانية (جنبًا إلى جنب مع الكلمة الإنجليزية) تستخدم (خاصة في الطب والعلوم) في الجامعات اليابانية وكان هذا قبل الحرب العالمية الثانية، ولقد أصبحت تلك الكلمة أربيتو (Arubaito) شائعة ومنتشرة بين الطلبة، ويقومون من خلالها بوصف العمل بدوام جزئي لطلاب الجامعة. والاحتمال الآخر لأصل هذا الكلمة هو أنها اختصار لكلمة المستغل (freeloader) من فوري-رو-دا (furee-ro-da) إلى فوري-دا (furi-da).

## الوضع الراهن
ما يقارب من 10% من خريجي الجامعات والمدارس الثانوية لا يجدون وظائف ثابتة، وكان هذا في ربيع عام 2000، وما يصل إلى 50% من هؤلاء الخرجين لا يمكنهم إيجاد وظيفة بعد أن تركوا وظيفتهم التي عملوا بها لمدة ثلاث سنوات بعد التوظيف. لذلك فإن حالة التوظيف والعمل هي الأسوأ بين الشباب غير الدائمين في عمل ثابت.
في الفترة ما بين عامي 2000 و2009، نجد أن أعداد العمال غير الدائمين يتزايد بشكل سريع. وفي عام 1982 تم عمل تقدير لهؤلاء العمال غير الدائمين في اليابان فكانت الأعداد هي 0.5 مليون عامل غير دائم، وكان في عام 1987 ما يصل إلى 0.8 مليون عامل غير دائم، وفي عام 1992 كانت الأعداد تصل إلى 1.01 مليون عامل، وفي عام 1997 كانت الأعداد تصل إلى 1.5 مليون عامل. ووصلت الأعداد في عام 2001 إلى 4.17 مليون عامل غير دائم وكانت هذه الإحصائيات طبقًا لأحد التقديرات، وطبقًا لتقدير آخر وصلت الأعداد في عام 2002 إلى مليوني عامل. وطبقًا لبعض التقديرات حول هذا الأمر، فإن أعداد العمال غير الدائمين في اليابان سوف تصل بحلول عام 2014 إلى 10 ملايين عامل غير دائم.
هناك قلق كبير من جانب الشعب الياباني حول تأثير هؤلاء العمال غير الدائمين على المجتمع الياباني في المستقبل. وإذا عمل هؤلاء العمال غير الدائمين كلهم، فإنهم غالبًا ما يعملون في المتاجر، وفي السوبر ماركت، وفي محلات الوجبات السريعة، وفي المطاعم، وفي أماكن أخرى معروفة بدخلها المنخفض، ومعروفة بأنها وظائف ذات مهارة منخفضة، أي لا تتطلب مهارة كبيرة في العمل. وطبقًا لدراسة ميدانية قام بها المعهد الياباني للعمل والعمال في عام 2000، فإن متوسط عمل العامل غير الدائم في الأسبوع يصل إلى 4.9 يومًا كل أسبوع ويصل الدخل الشهري له إلى 139.000 ين ياباني (¥) (وهو ما يعادل 1.300 دولار أمريكي كل شهر). وتوضح هذه الدراسة أن ثلثي هؤلاء العمال غير الدائمين لم يكن لديهم عمل منتظم أبدًا، ولم يكن لديهم وظيفة بدوام كامل.[بحاجة لمصدر]
ولقد سمح ظهور الأعمال التجارية عبر الإنترنت لبعض من هؤلاء العمال غير الدائمين بأن يعملوا من خلال منازلهم عملًا خاصًا. ويتوقع بعض الخبراء أن زيادة أعداد كبار السن في الشعب الياباني سوف يخلق قصورًا في العمالة مما يتيح زيادة الخيارات العملية والوظيفية أمام العمال غير الدائمين.

## الأسباب
يقسم المعهد الياباني للعمل هؤلاء العمال غير الدائمين إلى ثلاث مجموعات: النوع الأول «الموراتوريومون» وهؤلاء هم الذين ينتظرون قبل بدء عملهم ووظيفتهم، والنوع الثاني «الحالمون» وهو النوع المصر على الاستمرار في الأحلام، والنوع الأخير وهو النوع الذي «لا يمتلك بديلاً».
- والموراتوريومون هم نوع من العمال الذين يريدون الاستمتاع بالحياة ويقومون باختيار ثابت وهو عدم المشاركة في سباق العمال غير الدائمين في بيئة العمل اليابانية.
- والحالمون هم العمال الذين لديهم أحلام معينة تتعارض مع المهنة أو الوظيفة اليابانية ذات المعيار المحدد.
- والنوع الثالث هو الذي لا يمتلك بديلًا وهذا النوع لا يستطيع إيجاد وظيفة لائقة ومناسبة قبل التخرج في النظام الياباني الذي يسمى "simultaneous recruiting of new graduates" (新卒一括採用 Shinsotsu-Ikkatsu-Saiyō؟) وهو نظام فريد من نوعه في المجتمع الياباني، وبذلك يكون العامل مجبرًا على الموافقة والعمل في وظيفة غير منتظمة وذات دخل منخفض. وهذا عادة ما ينبغي التعامل معه من حالات الانقطاع عن المؤسسات التعليمية السابقة لهذا النظام. وهؤلاء الذين تسربوا من التعليم الثانوي هم عرضة لأسوأ الاحتمالات الوظيفية.

## التأثيرات

### الصعوبات تبدأ من المنازل
يعيش العديد من هؤلاء العمال غير الدائمين بشكل مجاني مع والديهم كأفراد متطفلين. ولا يجبر الآباء في اليابان عادة ذويهم على الخروج من المنزل بعد سن معين. وفي حالة موت الوالدين، فإن الأطفال ينبغي عليهم أن يدفعوا ثمن مسكنهم بأنفسهم. حتى في حالة الميراث لهؤلاء الأطفال للشقة أو المنزل، فعليهم أيضًا أن يتحملوا تكاليف الملكية.
وتعد المساكن اليابانية متكدسة، كما أن المنازل صغيرة جدًا لا تتسع لعائلتين. فإذا رغب العمال غير الدائمين في الزواج فإنهم مضطرون لإيجاد سكن خاص، وعادة ما يكون على حسابهم ونفقتهم الخاصة.
وللتغلب على هذا الأمر عند الزواج فإن بعض العمال غير الدائمين يقومون بالانتقال إلى منزل أو شقة أحد أصدقائهم، ويقومون بالمشاركة في إيجار المنزل وكذلك في نفقات المنزل. وهناك آخرون من هؤلاء العمال ليس لديهم ما يكفي من المال لفعل ذلك فهؤلاء يقومون بشراء خيمة وكيس للنوم وتكون إقامتهم في هذه الخيمة، وبتجمع عدد كبير منهم يصبح هناك معسكر من هؤلاء العمال. وهناك القليل منهم يقومون بشراء مواد البناء مثل الطوب والخرسانة الأسمنتية وذلك لإقامة منزل صغير على أرض رخيصة الثمن، وتكون تلك الأراضي خاصة في المناطق التي تكون قوانين البناء فيها غير صارمة أو لا تنفذ بشكل قوي (يفتقر إلى مصدر).[بحاجة لمصدر] ويقوم بعضهم بتوفير بعض المال لشراء سقيفة من المعدن الرخيص، تستخدم عادة في التخزين، وكذلك بتوفير بعض المال لشراء منزل خارجي متنقل من البلاستيك. وهؤلاء العمال السابقون الذين يختارون المعيار الأقل في المعيشة رغبةً في الاستقلال عن الوالدين. وبالرغم من ذلك، فإن المناطق التي تمتلك تساهلاً في قوانين البناء غالبًا ما تقع بعيدًا عن أماكن العمل.

### صعوبات استهلال المهنة
تصبح عملية البدء في وظيفة أو عمل أكثر صعوبة مع شخص طالت به المدة كعامل غير دائم، وذلك لأن الشركات اليابانية تفضل التعاقد مع عمال جدد حديثي التخرج من الجامعة أو من المدارس الثانوية. وفي غضون تغير حالة العمل والتوظيف، فإن الشركات التقليدية الكبيرة لا تزال ترى الموظف الجديد فرصة للاستثمار مدى الحياة. وتفضل هذه الشركات بشكل واضح توظيف شاب صغير السن يعمل في وظيفته فترة أطول، وذلك لسهولة توظيف الشباب وتشكيله على النحو الذي تريده الشركة.
وفي أغلب الأحيان لا يبقى أمام هؤلاء العمال غير الدائمين أي خيار سوى الاستمرار في العمل في وظائف بدوام جزئي وبدخل منخفض، مما يجعل من الصعب عليهم تأسيس منزلهم الخاص. وبعضهم يلتحق بدرب المشردين في اليابان.

### التأمين التعويضي والصحي
في العادة لا تشتمل وظائف الدوام الجزئي على فوائد تقاعدية أو صحية. مما يُلزم العمال غير الدائمين أصحاب الدخل المنخفض على دفع المصاريف والتكاليف الصحية والطبية المرهقة.
المشكلة الأكبر التي تواجه هؤلاء العمال غير الدائمين هي أن نظام معاشات التقاعد في اليابان يعتمد على عدد السنوات التي دفعها الشخص المحال إلى التقاعد في نظام تأمين المعاش بعد تقاعده. وفي العادة فإن هؤلاء العمال غير الدائمين لديهم القليل ليدفعوه في نظام تأمين المعاشات أو ليس لديهم ما يدفعونه على الإطلاق أثناء هذه الفترة من العمر، مما يجبر هؤلاء العمال سواء كانوا رجالًا أو نساءً على العمل بعد سن التقاعد.
وتواجه اليابان مشكلة السكان الذين بلغوا سن الشيخوخة. وسيكون نظام معاشات التقاعد تحت توتر متزايد بسبب زيادة معدل الأشخاص المحالين إلى التقاعد.

### حرية الاختيار
من أهم المميزات التي يتميز بها العمال غير الدائمين هي حرية الفرد منهم على اختيار ما يريد فعله وكذلك ميزة توفر الوقت الذي يتيح له الاستمتاع بعمل هواياته الشخصية، والعمل التطوعي، والمشاركة في خدمة المجتمع. وفي حالة تفضيل الإقامة والعيش مع الوالدين، فإنهم يستطيعون إنفاق دخلهم كاملًا على أنفسهم. وربما تكون لديهم الفرصة لتحقيق وإدراك أحلامهم عن كونهم موظفين لا يمتلكون وقتًا كافيًا، وهذا على الأقل في مرحلة الشباب.[بحاجة لمصدر]

### التأثير على المجتمع الياباني
يفتقر هؤلاء العمال إلى فوائد عضوية الاتحاد، التي تعطي حماية قانونية قوية من الحريق.
وخلال مرحلة الشباب، فإن هؤلاء العمال غالبًا ما يقيمون مع آبائهم، وتوفير الدخل المهدر في الإيجار وخلافه. وبهذا فإن مصروفاتهم تساعد قطاع الصناعات في الاقتصاد الياباني.
ومن خلال الإقامة مع الوالدين وعدم امتلاك سيارة في أغلب الأحيان، فهذا يجعل هؤلاء العمال أقل تأثيرًا على البيئة الطبيعية من هؤلاء الأفراد في المجتمع الياباني أصحاب معدلات الاستهلاك العالي وأرباب السيارات.
وهناك أعداد كبيرة من العمال يحاولون البدء في أعمال أو وظائف في مرحلة الثلاثينيات من العمر مما قد يكون له تأثير كبير على ثقافة الشركات في اليابان. وربما يكون لها تأثير قوي في تغيير نمط التوظيف وممارسة العمل في اليابان، خاصة أن علماء الديموغرافيا يتوقعون نقصًا كبيرًا في العمال في المستقبل بسبب زيادة نسبة الشيخوخة في سكان الدولة.
ويواجه الكثير من العمال الذكور غير الدائمين صعوبات الزواج بسبب الانخفاض الكبير في الدخل. مما يترتب عليه إنجاب أطفال بعد فترة متأخرة، وربما عدم الإنجاب على الإطلاق. وينتُج عن ذلك انخفاض في معدل المواليد في اليابان وزيادة المشاكل الاقتصادية والاجتماعية الناتجة من عملية الشيخوخة، مثل عملية نقص التمويل من نظام المعاشات الياباني. وحتى اليوم، فإن العمال غير الدائمين يدفعون القليل من المال أو لا يدفعون على الإطلاق في نظام المعاشات في اليابان. ومن الممكن أن يصبح الوضع أسوأ في المستقبل إذا أصبح الكثير من السكان من فئة العمالة المؤقتة، وبذلك يقل معدل العمال أصحاب المعاشات بعد التقاعد نظرًا لعدم قدرة العمالة المؤقتة على الدفع في نظام المعاشات، وأيضًا نرى أن سياسات معاشات التقاعد الحالية على مستوى العالم هي نفس السياسات بدون أي تغيير.
لقد قامت الحكومة اليابانية بإنشاء عدد من المكاتب التي تسمى يانج سابورت بلازا (Young Support Plaza)، وتعمل هذه المكاتب على مساعدة الشباب في إيجاد وظائف. كما أنها تقوم بتقديم التدريب الأساسي واللازم لاقتناص الوظيفة: مثل تعليمهم كيفية كتابة السيرة الذاتية وكيفية التصرف أثناء إجراء المقابلات الشخصية. ولكن الطلب على خدماتهم ما زال منخفضًا حتى الآن.

## وصلات خارجية
- Nation of Lost Youths
- Furita Future article
- ISSA report with significant Furita references (PDF)